# Aspidoscelis calidipes
Aspidoscelis calidipes е вид влечуго от семейство Teiidae. Видът не е застрашен от изчезване.

## Разпространение
Разпространен е в Мексико.